# جدال (جنس)
الجَدال والواحدة جدالة (الاسم العلمي: Dolichoderus)، جنس حشرات من غشائيات الأجنحة المخصورة وفصيلة النمليات. أنواعها المعروفة عديدة معظمها من أمريكة الجنوبية والبعض الآخر منتشر في البلاد الحارة الآسيوية والإفريقية. أجسامها صغيرة القد تطول من 3 إلى 4 مم. رؤوسها شبه اسطوانية الشكل. بطونها كبيرة مجهزة في أطرافها بمناخس حادة تهريق منها مادة سامة تفرزها غدة شرجية مركزها فوق المنخس. أثوابها تراوح من الحمرة الجؤوية إلى السواد الفحمي، ومنها أنواعٌ سود الرؤوس حمر البطون أو العكس.